# Oswald Förster
Ernst Oswald Förster (* 5. Juli 1842 in Zittau; † 4. Dezember 1911 ebenda) war ein deutscher Lehrer und Autor.

## Leben und Wirken
Nach dem Besuch der Bürgerschule besuchte er das Zittauer Proseminar, später das Seminar in Bautzen und folgte nach bestandener Maturitätsprüfung dem Ruf des Zittauer Stadtrats als Hilfslehrer an die allgemeine Stadtschule seiner Heimatstadt. Ab 1866 war Förster ständiger Lehrer an der allgemeinen Stadtschule in Zittau. 1875 wechselte er als Oberlehrer an das Seminar nach Löbau. Förster starb 1911 in seiner Heimatstadt im Alter von 69 Jahren.

## Publikationen
- Die zwei ersten Schuljahre. Praktische Anleitung zur Behandlung sämmtlicher Unterrichtsgegenstände in der Elementarklasse. Leipzig, 1873.
- Das erste Schulbuch. (Nach Dr. Vogel’s Methode bearbeitet.) Zittau, 1873.
- Das zweite Schulbuch. Zittau, 1873.
- Christian Pescheck, der vielgefeierte Lehrer und Rechenmeister des vorigen Jahrhunderts. Ein Beitrag zur Geschichte des Rechenunterrichts (= Bericht über das Königl. Seminar zu Löbau 8, ZDB-ID 2231701-6). Hohlfeld & Witte, Löbau 1893.